# Гесперопитек
Гесперопитек (Hesperopithecus haroldcookii) — ошибочно описанный вид человекообразных обезьян, который журналисты окрестили как «Nebraska man» — «человек из Небраски» (встречается также перевод «человек Небраска»).
Вид был описан Генри Осборном в 1922 году по зубу, найденному в Небраске. Осборн ошибочно принял зуб за обезьяний.
В газете Illustrated London News появилось изображение гесперопитека, которое художник выполнил, основываясь на останках питекантропа (человека прямоходящего). Осборну рисунок не понравился, он назвал рисунок «вымыслом, не имеющим научной ценности, и несомненно неточным».
В 1925 году ошибка идентификации была установлена. Были обнаружены и другие части скелета. Оказалось, что зуб принадлежал не примату, а вымершему виду из семейства пекариевых. Опровержение принадлежности животного приматам было опубликовано в 1927 году в журнале Science.
Хотя реальность гесперопитека никогда не была признана научным сообществом, а ошибка была исправлена спустя 5 лет после ошибочной классификации, креационисты преподносят этот инцидент как пример научной ошибки, дискредитирующей палеонтологию и теорию эволюции.